# 新圣基里科
新圣基里科（義大利語：San Chirico Nuovo）是意大利波坦察省的一个市镇。总面积23平方公里，人口1524人，人口密度66.3人/平方公里（2009年）。ISTAT代码为076073。